# 토미 스미스 (1990년)
토머스 제퍼슨 스미스(Thomas Jefferson Smith, 1990년 3월 31일 ~ )는 잉글랜드 출생 뉴질랜드의 축구 선수로 현재 잉글랜드 4부 리그의 콜체스터 유나이티드에서 수비수로 활동 중이며 뉴질랜드 대표팀에서도 활약하고 있다.

## 수상

### 국가대표팀
뉴질랜드
- OFC 네이션스컵 : 3위 (2012)

### 개인
- 입스위치 타운 올해의 신인상 : 2006-07
- 입스위치 타운 올해의 선수상 : 2012-13
- 국제축구역사통계연맹 선정 10년 내 오세아니아 최고의 팀 : 2011-2020
- 국제축구역사통계연맹 선정 역대 오세아니아 남자 대표팀 : 2021